# ابوالفرج سگزی
ابوالفرج سگزی (متوفی ۳۹۳ ق) از شعرای نامدار و اندیشمند سدهٔ چهارم سیستان است که در حدود سال‌های ۳۷۲-۳۳۳ ق به هنر شاعری مشغول بود و نویسندهٔ تعدادی کتاب شعر است که از بین رفته‌اند.
مطالعه در زندگی و شعر ادیبان قبل از خودش، از وی استادی چیره‌دست و سراینده‌ای ماهر ساخت، به طوری که در متون، همیشه لقب «استاد» در کنار نامش مشاهده می‌شود.
| چندان‌که گِردِ عالم صورت برآمدیم    |  | غم‌خواره آمد آدم و بیچاره آدمی |
| هرکس به قدر خویش گرفتار محنت است |  | کس را نداده‌اند برات مسلمی     |

## جستار های وابسته
- سیستان
- شاعران سیستانی